# Bernardo Tasso
Bernardo Tasso, född den 11 november 1493 i Bergamo, död den 5 september 1569 i Mantua, var en italiensk skald.
Tasso tillhörde en adlig släkt samt tjänstgjorde som sekreterare hos flera italienska ädlingar och furstar, i vilkas ärenden han gjorde många resor, bland annat till Spanien, Frankrike och Flandern. Han gifte sig omkring 1539 med Porzia de’ Rossi från Neapel och hade med henne en dotter, Cornelia, och sonen Torquato. Hennes död (1556) grep honom djupt, vartill kom, att han vid denna tid levde i mycket svåra ekonomiska förhållanden, så att hans känsliga sinne höll på att alldeles duka under för de prövningar, som då hopade sig över honom. Han avled som podestà i Ostiglia, nära Mantua.
Tasso framstår som en talangfull, men föga självständig eller kritisk representant för den inom hans samtid rådande litterära smaken. Den epistolära stilen var då modern, och han utgav därför en samling brev, avsedd att tjäna till mönster åt dem, som inom denna genre föredrog modersmålet framför latinet. För lyriken sökte han nya former genom att variera rytmen och rimflätningen i efterbildningar från antiken. Hans största verk är en på italiensk ottava rima i 100 sånger skriven bearbetning av den spanska "Amadis de Gaula".
Han bearbetade länge och omsorgsfullt sitt ämne och var redan 67 år gammal, då han, 1560, överlämnade det åt ofientligheten under titeln Amadigi. Från denna dikt hämtade han därefter stoffet till en ny sådan, Floridante, som han kvarlämnade ofullbordad, men som sonen avslutade och utgav 1587. "Något större skalderykte vann ej T. genom dessa hjältedikter", skriver P.A. Geijer i Nordisk Familjebok, "och hvarken samtiden eller eftervärlden har egnat dem någon större uppmärksamhet, ty de trötta genom sin längd och brist på enhet i planen, och de inströdda didaktiska elementen samt en något bombastisk högstämdhet kunna ej ersätta hvad som fattas i verkligt poetiskt innehåll".